# 圖爾蓋什鄉

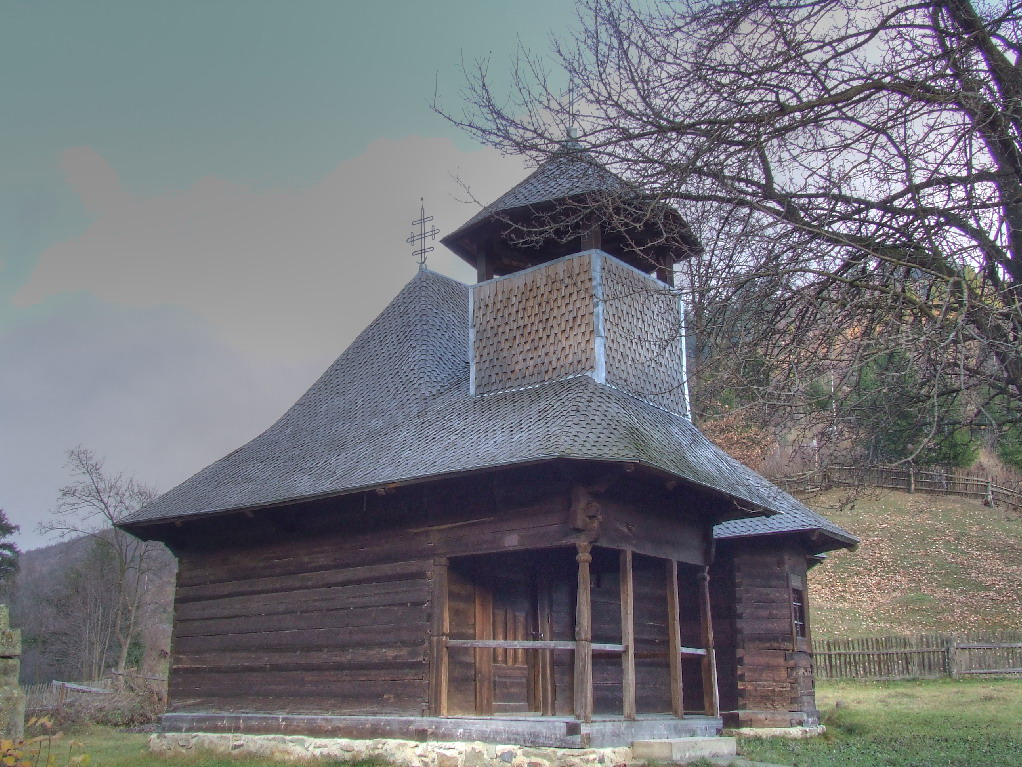

46°56′27″N 25°43′3″E / 46.94083°N 25.71750°E
圖爾蓋什鄉（羅馬尼亞語：Comuna Tulgheș, Harghita），是羅馬尼亞的鄉份，位於該國中部，由哈爾吉塔縣負責管轄，面積248平方公里，海拔高度812米，2007年人口3,315，人口密度每平方公里13人。